# Kenya himnusza
Az Ee Mungu Nguvu Yetu (Ó, minden teremtés Istene) Kenya himnusza.

## Szuahéli nyelven
Ee Mungu nguvu yetu
Ilete baraka kwetu.
Haki iwe ngao na mlinzi
Natukae na undugu.
Amani na uhuru
Raha tupate na ustawi.
Amkeni ndugu zetu
Tufanye sote bidii
Nasi tujitoe kwa nguvu
Nchi yetu ya Kenya,
Tunayo ipenda
Tuwe tayari kuilinda.
Natujenge taifa letu
Ee, ndio wajibu wetu
Kenya istahili heshima
Tuungane mikono
Pamoja kazini
Kila siku tuwe na shukrani.

## Magyar nyelven
Ó, minden teremtés Istene,
Áldd meg földünk s nemzetünk.
Az igazság lesz pártfogónk s védelmezőnk,
Egyetértésben élhetünk,
Békében és szabadságban.
Bőség lesz majd közöttünk.
Engedj minket felemelkedni,
Erős és igazságos szívvel.
Támogasd határozott törekvéseinket,
Ragyogó örökségünket,
Erősen fogjuk védeni.
Engedj minket egységben élni,
Közös kötelékben egyesülni,
Építsük nemzetünk együtt,
És Kenya dicsőségét,
Munkánk gyümölcsét,
Minden szívet tölts el köszönettel.